# ニウエ放送協会
ニウエ放送協会 (ニウエほうそうきょうかい、英：Broadcasting Corporation of Niue, BCN) は、ニウエの公共放送局であり、公営企業である
ニウエ唯一のテレビ局テレビニウエ (Television Niue) 及びラジオ局ラジオ・サンシャイン (Radio Sunshine) を運営しており、アロフィに本社がある。パトリック・リノがゼネラルマネージャーと主編集者を兼任している。2011年の選挙後、BCNを管轄する中央省庁が政府に新設された。現在の担当大臣はジョアン・ビリアムである。
テレビニウエは夕方だけ放送しており、その時間は18:00~23:00である。日曜は放送していない。ニウエ語と英語で放送されている。ほとんどの番組はテレビジョン・ニュージーランドから提供されたものである。
ラジオ・サンシャインも同様にニウエ語と英語で放送されている。AMで594kHz以上、FMで91MHzである。放送時間は06:00~21:30。